# Helicase-dependent Amplification
Die helicase-dependent amplification (HDA, engl. für ‚Helikase-abhängige Amplifikation‘) ist eine Methode zur Amplifikation (Vervielfältigung) von DNA. Sie ist eine Variante der isothermalen DNA-Amplifikation.

## Eigenschaften
Die recombinase polymerase amplification verwendet eine Helikase (TteUvrD, Helikase-Superfamilie II, aus Thermoanaerobacter tengcongensis, jetzt Unterart von Caldanaerobacter subterraneus), ein Einzelstrang-bindendes Protein und eine strangversetzende DNA-Polymerase. Durch die Verwendung einer strangversetzenden DNA-Polymerase kann die Reaktion bei einer konstanten Temperatur von 37 bis 42 °C erfolgen, bei Raumtemperatur verläuft die Reaktion etwas langsamer. Analog zur qPCR kann die HDA auch zur Quantifizierung von DNA verwendet werden. Analog zur Multiplex-PCR können mehrere Sequenzen parallel vervielfältigt werden.
Alternative Methoden zur Amplifikation von DNA sind z. B. die Polymerasekettenreaktion, die multidisplacement amplification, die isothermal assembly, die loop-mediated isothermal amplification (LAMP), nucleic acid sequence-based amplification (NASBA), die recombinase polymerase amplification (RPA), die nicking enzyme amplification reaction (NEAR), die rolling circle replication (RCA). Weitere Nachweisverfahren sind z. B. die nicking endonuclease signal amplification (NESA) und nicking endonuclease assisted nanoparticle activation (NENNA), exonuclease-aided target recycling, junction or Y-probes, split DNAZyme und deoxyribozyme amplification (die beiden letzten Methoden nutzen DNAzyme alies Desoxyribozyme), nicht-kovalente DNA-Katalysen und die hybridization chain reaction (HCR).